# Ісікава Касумі
Ісікава Касумі  (яп. 石川 佳純; нар. 23 лютого 1993) — японська настільна тенісистка, олімпійська медалістка.

## Виступи на Олімпіадах
| Олімпіада   | Дисципліна       | Місце |
| ----------- | ---------------- | ----- |
| Лондон 2012 | одиночний розряд | 4     |
| Лондон 2012 | командний розряд | 2     |
| Ріо 2016    | одиночний розряд | =17   |
| Ріо 2016    | командний розряд | 3     |